# Arvicanthis abyssinicus
Arvicanthis abyssinicus es una especie de roedor de la familia Muridae.

## Distribución geográfica
Se encuentra en Eritrea y Etiopía.

## Hábitat
Su hábitat natural son: pastizales de altura, y la tierra cultivable y praderas.